# Pravdivé slovo

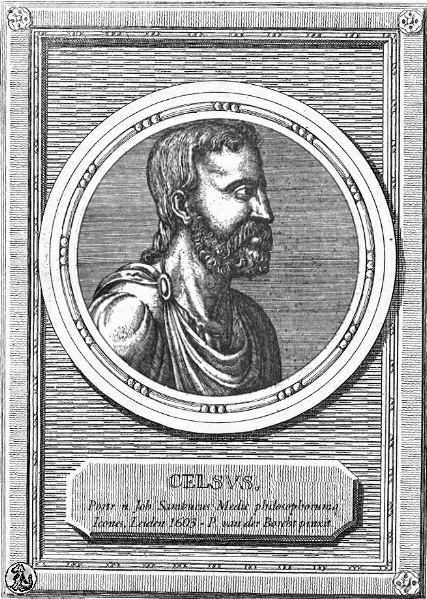
Celsus

Pravdivé slovo (řecky Λόγος Ἀληθής, Logos Alēthēs) je ztracené pojednání, ve kterém filosof Celsus poukázal na mnoho hlavních bodů raného křesťanství a vyvrátil nebo argumentoval proti jejich platnosti. Ve svém díle vznesl Celsus kritiku křesťanství ze tří úhlů pohledu: zaprvé vyvrácením jeho filosofických tvrzení, zadruhé tím, že jej označí jako jev spojený s nevzdělanou a nižší třídou společnosti a zatřetí varováním, že představuje nebezpečí pro Římskou říši. Veškeré informace týkající se díla existují pouze v rozsáhlých citacích z něj v Contra Celsum ("Proti Celsovi"), které napsal o sedmdesát let později křesťanský apologeta Órigenés. Protože přesnost citací byla pro Órigenovo vyvrácení "Pravdivého slova" nezbytná, většina vědců souhlasí s tím, že Órigenés je spolehlivým zdrojem pro rekonstrukci Celsova spisu, ačkoliv zároveň přiznávají, že nemusí poskytnout zcela komplexní obraz původního díla.
Spis "Pravdivé slovo" byl v roce 448 císaři Valentinianem III. a Theodosiem II. prohlášen za zakázaný a všechny jeho opisy byly zničeny. Toto nařízení se stalo stejným způsobem osudným i pro Porfyrův patnáctidílný spis "Proti křesťanům" nebo Juliánův třídílný spis "Proti Galilejským". Od žádného se nám proto do současnosti nezachovalá žádná kompletní kopie, pouze úryvky a citáty, většinou z křesťanských děl tyto spisy vyvracejících.
Celsus se při sepisování svého díla nespoléhal pouze na zvěsti a fámy o křesťanství, které mohly mezi lidmi kolovat, ale spíše čerpal ze svých vlastních pozorování a projevil znalosti jak hebrejské Bible, tak Nového zákona křesťanské Bible, jakož i dalších židovských a křesťanských spisů.

## Filosofické a theologické argumenty
Prvním Celsovým hlavním bodem v jeho "Pravdivém slově" bylo vyvrátit platnost křesťanství. Podle jeho názoru byla křesťanská theologie založena na sloučení falešných východních filosofických myšlenek bezhlavě svázaných dohromady. Prohlásil, že křesťané budou "motat dohromady chybné názory získané ze starověkých zdrojů a nahlas je vytrubovat". Celsus podrobně kritizoval křesťanskou nauku a proč by jí nikdo neměl věřit. Popřel panenské narození Ježíše a obvinil Marii z toho, že je cizoložnicí, odhalená svým manželem. Tato jeho teorie nebyla nová, protože to v té době říkali i Židé. Zbytek křesťanských příběhů – to, co nyní tvoří křesťanskou bibli – bylo podle Celsa ve srovnání s řeckými a římskými legendami o mocných a rozličných Bozích velmi fádní a nezajímavé. Celsus také shledal, že ve srovnání se světskou filosofií je křesťanská filosofie nedostatečná, a prohlásil, že "u Řeků jsou věci mnohem lépe vyjádřeny". Celsus použil Platóna jako zástupce řeckých filosofů a podle něj se při srovnání dvou filosofických tradic zdálo, že křesťanství se jeví být podstatně horší, protože "Platón není vinen chvástáním a lží". Což je provinění, které Celsus zjevně shledává za typický znak křesťanských theologů. Jediné spojení, které Celsus našel mezi řeckou filosofií a křesťanstvím, bylo, když tvrdil, že "Ježíš zprznil slova filosofa" (tj. Platóna).
Ve srovnání s Bohy římské a řecké mytologie Celsus zkonstatoval, že křesťanský bůh žalostně nedostatečný, a prohlásil, že nemůže být bohem, protože nebyl ani vševědoucí, ani všemocný. Celsus nedokázal z ničeho odvodit žádné vysvětlení pro jednání křesťanského boha, jako jsou povodně, přírodní katastrofy a zavádění zla do světa, kromě toho, že bůh chtěl získat pozornost pro svoji velikost, protože měl pocit, že mu jí lidstvo dává "méně než si zaslouží". Celsus dospěl k závěru, že křesťané používají vysvětlení, že je bůh "testoval", aby tím zakryli to, že jejich bůh nebyl silný na to, aby mohl úspěšně bojovat proti satanovi, ale že byl ve skutečnosti "bezmocný". Celsus napsal, že satan byl buď výmysl smrtelníků, který křesťané používali k tomu, aby ostatní vyděsili, aby uvěřili jejich názorům a připojili se k nim. A nebo že pokud skutečně existuje, je jenom důkazem toho, že křesťanský bůh není všemocný, ale spíše jen slabý nižší bůh. A navíc špatný bůh, protože jen pomstychtivá a nejistá bytost by potrestala lidstvo za to, že bylo podvedeno zlem, na které byl on sám příliš slabý, než aby ho zastavil. Zjevná "slepost víry" křesťanů byla pro Celsa zarážející a použil ji k další podpoře svého tvrzení, že křesťanství je falešným náboženstvím. Podle jeho názoru bylo hlavním principem křesťanství "na nic se neptej, jen tomu věř" a "tvá víra tě zachrání".

## Postavení křesťanství ve společnosti
Celsus také konstatoval, že křesťanství je fenomén omezený především na nižší třídu. Tvrdil, že křesťané aktivně vyhledávali a konvertovali neznalé, nevzdělané a nižší vrstvy, protože byli jedinými lidmi, kteří by věřili v tak směšnou theologii a slepě se řídili jejími naukami. Člověk pocházející z vyšší třídy, a tedy dobře vzdělaný a s přirozeně dobrým charakterem, by nepřestoupil ke křesťanství, protože by nemohl uvěřit absurdním předpokladům, kterým člověk musel věřit, aby mohl být "křesťanem". Celsus také poznamenal, že Ježíš očividně nemohl být synem boha, protože se narodil jako obyčejný venkovan. V "Pravdivém slovu" uvedl, že ani Marie nebyla ničím hodna, aby si ji bůh všiml, "protože nebyla ani bohatá, ani královského rodu". Celsus také tvrdil, že křesťanství bylo proti osobnímu rozvoji, protože to by mohlo způsobit, že by jejich následovníci objevili bludy v jejich náboženství. Celsus prohlásil, že křesťané konvertují tím, že "vedou pobudy prázdnými nadějemi a přesvědčí je, aby opovrhli lepšími věcmi, a tvrdí, že pokud se jich budou stranit, bude líp...".

## Křesťanství jako nebezpečí pro Řím
Celsův hlavní argument proti křesťanství a důvod, proč proti němu tak energicky brojil, spočíval v tom, že jej považoval za rozvracečskou a ničivou sílu, která by poškodila jak Římskou říši, tak celou společnost. Dodržování státem podporovaného římského náboženství bylo povinné a římské úřady považovaly za nezbytné pro účinné řízení politického systému. Jednou z nejdůležitějších součástí římského státního náboženství byla úcta a příležitostné oběti za císaře. Tím nebyla popírána náboženství a zvyky ostatních národů. Tehdejší náboženské představy nebyly exklusivní a různé náboženské představy se navzájem nerozporovaly. Nicméně křesťanství vystupovalo extrémně exclusivně (jediná pravda o jediném pravém bohu) a křesťané neustále odmítali se účastnit tohoto státního kultu, protože podle jejich názoru se příliš podobal modlářství a uctívání Boha, který nebyl jejich bohem.
Celsus uvedl řadu důvodů, čím křesťanství ohrožuje jednotu a stabilitu říše. Křesťanství pocházelo z judaismu, jehož přívrženci, ačkoli žili v Impériu, se již několikrát vzbouřili proti římské vládě. Křesťanská komunita se poté mezi sebou dále rozdělila a Celsus je kritizoval, že "různé sekty přistupují k vecem různými způsoby". Tato neshoda mezi různými frakcemi uvnitř křesťanství byla pro Římany důkazem, že křesťané, kteří se ani nedokázali shodnout na své společné víře, byli přirozeně nejednotní a společnost rozdělující lidé, kteří nejenže způsobili napětí v rámci své vlastní filosofie, ale narušili by jednotu Impéria. Na závěr Celsus (stejně jako další římští autoři této doby) věřil, že "křesťané jsou nebezpeční právě proto, že šíření své víry staví nad společné dobro a blaho státu".
Dalším problémem, který Celsus v křesťanství viděl, bylo utajení, ve kterém se křesťané setkávali a praktikovali svoji víru. Poznamenal, že "navzájem vstoupili do tajných sdružení v rozporu se zákonem". Celsus uvedl, že na přísahání věrnosti králi nebo císaři není nic špatného, protože poskytuje stabilní prostředí, ve kterém mohou všichni občané volně žít, a na oplátku je povinností každého římského občana pomáhat císaři a "pracovat s ním při udržování spravedlnosti".
Celsus poskytl pouze jedno řešení k vyřešení problémů, které podle jeho názoru křesťanství nevyhnutelně v říši vytvoří. Navrhoval, že křesťané musí respektovat císaře a účastnit se obřadů k Bohům římského státu. Pokud se nemohou nebo nechtějí účastnit císařského náboženství, nemají "mít žádný podíl na záležitostech života v Impériu; ale... odejít se vší rychlostí a nenechat za sebou (tj. v Impériu) žádné potomstvo".